# Babette Calisch
Babette Calisch (Baarn, 24 augustus 1886 – na 1941), ook wel Betty Calisch, Betty Kalisch en Babette Callish, was een in Nederland geboren actrice, zangeres en violiste die optrad in het Nederlands, Engels, Duits, Frans en Italiaans. In 1941, onder de naam Roxo Betty Weingartner, werd ze een postulante van de Third Order Regular CSMV, een religieuze kloostergemeenschap in het klooster van St Thomas de Martelaar in Oxford.

## Jeugd
Babette Calisch werd in 1886 geboren in Baarn, als dochter van de Amsterdamse commissionair in effecten en wissels, Salomon Oreste Calisch en Aleida Oppenheim. Haar ouders waren joods; Haar moeder was een nicht van de Nederlandse feministe Aletta Jacobs. Moeder Aleida Calisch-Oppenheim (1856-1931) richtte in het geboortejaar van Babette een correspondentschap Baarn-Hilversum op van Arbeid Adelt. Ze kende Sarah Bernhardt van jongs af aan, en op haar advies leerde Babette acteren, vioolspelen en volgde een opleiding tot zangeres in Berlijn.

## Carrière

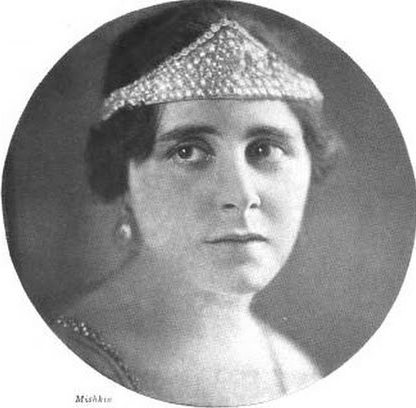
Babette Calisch (Betty Callish) in 1908

Ze begon met acteren in Londen, als studente aan 'Herbert Beerbohm Tree's Academy', nu bekend als de Royal Academy of Dramatic Art. In Engeland verscheen Callish Lady Ben (1905), Leah Kleschna (1905), The Little Stranger (1906), A Waltz Dream (1911) en Orpheus in the Underground (1912). Ze was ook te zien in de Londense producties van The Laughing Husband en Sadie Love; Ze verscheen in beide shows op Broadway, ook in 1914 en 1915. Ze speelde in The Great Lover (1916) in Chicago. en in The King (1917-1918). "Ze is een mooie soubrette," merkte de Amerikaanse criticus Burns Mantle, "die zowel zingt en speelt viool - aangenaam, maar geen van beide met overtreffende vaardigheid."
In 1941, na een scheiding en een tijd in behandeling voor alcoholisme, werd Betty Weingartner een postulant bij de Third Order Regular CSMV, een religieuze kloostergemeenschap in het klooster van St Thomas de Martelaar in Oxford. Daar stond ze bekend als "Marica".

## Persoonlijk leven
Betty Calisch trouwde (in 1922) en scheidde (in 1931) de Oostenrijkse dirigent Felix Weingartner; Ze was zijn vierde vrouw.  Hij wijdde een symfonie aan haar tijdens hun huwelijk. Ze was een vertrouweling van koningin Marie van Edinburgh. Ze stierf na 1941.